# Magnus Weinberg
Magnus Weinberg (geboren 13. Mai 1867 in Schenklengsfeld; gestorben am 12. Februar 1943 im Ghetto Theresienstadt) war ein orthodoxer Rabbiner und Autor von mehreren Büchern zur Geschichte der Juden in der Oberpfalz.

## Kindheit und Jugend
Magnus Weinberg wurde als achtes Kind des Ehepaars Hirsch und Rosalie Weinberg geboren. Sein Vater war Kaufmann. Seine Mutter starb bei der Geburt ihres zehnten Kindes, als Magnus noch keine drei Jahre alt war. Von diesen zehn Kindern starben sechs vor der Vollendung ihres dritten Lebensjahres.
Ein Jahr nach dem Tod seiner ersten Frau heiratete Magnus’ Vater die Schwester seiner verstorbenen Frau, die weitere fünf Kinder von ihm bekam.
Magnus Weinberg besuchte bis zu seinem zehnten Lebensjahr die jüdische Volksschule Schenklengsfeld.
Von 1877 bis 1887 lernte er am humanistischen Königlichen Gymnasium Fulda, das er 1887 mit dem Abitur abschloss. Während dieser Jahre wurde er vom Fuldaer Rabbiner Michael Cahn religiös ausgebildet. Schon als Kind wollte Magnus Weinberg Rabbiner werden, wie ein Eintrag im Schülerverzeichnis bezeugt.

## Studium und Promotion
Ab März 1887 bereitete sich Weinberg in Halberstadt auf das Studium am orthodoxen Rabbinerseminar zu Berlin vor, das zu dieser Zeit von Esriel Hildesheimer geleitet wurde.
Von Oktober 1887 bis 1892 studierte Magnus Weinberg dort. Zu seinen Lehrern gehörten Adolph Barth, Abraham Berliner, Meir Hildesheimer und David Hoffmann. Parallel dazu studierte er an der Friedrich Wilhelm Universität Berlin Philosophie, Psychologie, Pädagogik und Ethik sowie chaldäische und syrische Sprache und Literatur. Dieses Studium schloss er 1890 ab.
1893 promovierte Weinberg an der Friedrichs-Universität Halle-Wittenberg mit einer Arbeit zum Thema Die Geschichte Josefs Angeblich Verfasst Von Basilius Dem Großen Aus Casarea, nach einer syrischen Handschrift der Berliner Königlichen Bibliothek.

## Berufstätigkeit
Magnus Weinberg hatte sich durch sein Studium am orthodoxen Berliner Rabbinerseminar und wohl auch aus persönlicher Neigung eine streng orthodoxe Haltung angeeignet, die zu keinem Kompromiss bereit war. Diese Haltung sollte ihm während seiner ganzen Rabbinertätigkeit viele Schwierigkeiten bereiten.

### Sulzbürg
1895 wurde Magnus Weinberg als Nachfolger von Mayer Löwenmayer, der im Februar 1895 verstorben war, Distriktsrabbiner von Sulzbürg. Dieses Amt übte er bis 1935 aus. 1896 überarbeitete er die Synagogenordnung von 1868 grundlegend. Zusätzlich betreute er als Rabbiner die jüdische Gemeinde von Neumarkt. Seinen Wohnsitz nahm er in Sulzbürg.
Der Floßer Rabbi Israel Wittelshöfer war 1896 verstorben. 1896 bemühte sich Weinberg um eine Stelle als Rabbiner von Sulzbach und Floß. Eine Anstellung kam jedoch nicht zustande, weil Weinberg auf einer Beseitigung des Harmoniums in der Synagoge von Sulzbach bestand, worein sich jedoch die Sulzbacher Juden nicht fügen wollten. Daraufhin übernahm der Bayreuther Rabbiner Salomon Kusznitzky die Betreuung der Sulzbacher Juden und der jüdischen Gemeinden von Floß und Weiden.
Zur Einweihung der Amberger Synagoge 1896 erschien Rabbi Weinberg nicht, weil in dieser neu gebauten Synagoge ein Harmonium installiert war. Trotzdem stellten Amberg und Cham Magnus Weinberg als Rabbiner ein. Die Regierung der Oberpfalz protestierte dagegen, weil sie das Floßer Rabbinat erhalten und nach Amberg verlegen wollte. Schließlich blieb für Weinberg die Betreuung von Amberg.

### Neumarkt
1910 zog Weinberg mit seiner Familie von Sulzbürg nach Neumarkt um. Der Sitz des Distriktsrabbinats Sulzbürg wurde 1911 nach Neumarkt verlegt. Es nannte sich nun Distriktsrabbinat Sulzbürg-Neumarkt.
Nach Ausbruch des Ersten Weltkrieges wandte sich Magnus Weinberg im September 1914 an das stellvertretende Generalkommando des III. bayerischen Armeekorps. Er bat darum, die französischen Kriegsgefangenen jüdischen Glaubens seelsorgerisch betreuen zu dürfen und im Gefangenenlager Gottesdienste abzuhalten. Diese Bitte wurde ihm gewährt. Von 1914 bis März 1918 fungierte Weinberg als Rabbiner der jüdischen Kriegsgefangenen. Ab 1915 kamen diese meistens aus Russland. Er hielt für die Kriegsgefangenen nicht nur Gottesdienste, sondern besorgte für sie auch Tefillin, Tallit, Siddurim wie auch Matzot und Haggadot für Pessach.
Seit 1920 leitete Magnus Weinberg das Archiv des Historischen Vereins für Neumarkt und Umgebung. Er vollendete das bereits begonnene Findbuch. Da das Vereinsarchiv mit vielen wertvollen historischen Dokumenten im April 1945 im Neumarkter Rathaus verbrannte, geben seine Aufzeichnungen Zeugnis über das Verlorene. Er legte sein Amt 1926 nieder, da er bei der Verzeichnung laufender Neuzugänge auch den Nachlass des 1923 verstorbenen Dietrich Eckart erfassen sollte. Die handgeschriebenen Gedichte ordnete er noch, aber die ausgeprägt antisemitischen Briefe waren für ihn nicht mehr zumutbar.

### Regensburg
1931 wurde das Rabbinat Sulzbürg-Neumarkt mit dem Distriktsrabbinat Regensburg vereinigt.
Der Regensburger Rabbiner Harry Levi legte sein Amt nieder. Dessen Nachfolge trat Magnus Weinberg an. Die Familie Weinberg zog 1931 nach Regensburg um. Regensburg war zu dieser Zeit mit 450 Mitgliedern die größte jüdische Gemeinde der Oberpfalz.
In Regensburg häuften sich die Schwierigkeiten für Magnus Weinberg von allen Seiten.
Einerseits war die Regensburger jüdische Gemeinde in ein orthodoxes und ein liberales Lager gespalten und 1932 übernahm das liberale Lager den Vorsitz der Gemeinde. Andererseits begann ab 1933 die Verfolgung der Juden durch die Nationalsozialisten.
Magnus Weinberg, sein Sohn Joseph und weitere 100 Mitglieder seiner Gemeinde wurden am 30. März 1933 für einen Tag inhaftiert. Es folgte der Boykott der jüdischen Geschäfte und die Entlassung der Juden aus öffentlichen Einrichtungen. Rabbi Weinberg musste sich um inhaftierte Angehörige seiner Gemeinde kümmern. Er versuchte in Not geratenen Juden zu helfen. 108 Gemeindemitglieder verließen bis Ende 1933 die Stadt Regensburg.
Außerdem kam es zu schweren Auseinandersetzungen zwischen Weinberg und dem liberalen Gemeindevorsitz. Im April 1934 lehnte Weinberg es noch ab, ein Konzert weltlicher Musik in der Synagoge zu veranstalten. 1935 konnte er schon nicht mehr verhindern, dass der Betsaal der Synagoge in einen Turnsaal des Israelitischen Turn- und Sportvereins umgewandelt wurde. Aus der Mikwe wurden Duschen für die Mitglieder des Vereins gemacht. Der Betsaal wurde in einen engen dunklen Raum unter dem Dach verlegt.

### Würzburg
68 Jahre alt trat Magnus Weinberg am 31. Dezember 1935 in den Ruhestand. Er zog mit seiner Frau in deren Geburtsstadt Würzburg, wo es zu dieser Zeit noch 2200 Juden gab.
Bei den Novemberpogromen in der Nacht vom 9. auf den 10. November 1938 wurden in Würzburg die Synagoge und das Lehrerseminar verwüstet und der amtierende Rabbiner Siegmund Hannover zusammen mit vielen anderen Juden in die Konzentrationslager Dachau und Buchenwald deportiert. Magnus Weinberg, der mit seiner Frau und seiner Schwester sehr zurückgezogen lebte, blieb vorerst unbehelligt. Nach seiner Entlassung aus dem Konzentrationslager wurde Rabbi Siegmund Hannover gezwungen, Deutschland zu verlassen und Magnus Weinberg übernahm den Würzburger Rabbinerposten bis zur Deportation der Würzburger Juden am 22. September 1942. An diesem Tag hörte die jüdische Gemeinde Würzburg offiziell auf zu bestehen.

## Familie
Magnus Weinberg heiratete im April 1898 Judith Bamberger. Judith Bamberger war die Tochter des Würzburger Rabbiners Nathan Bamberger. Das Ehepaar hatte fünf Kinder. Aus den Personalakten der Gestapo geht hervor, dass Weinbergs Post und seine Telefongespräche seit 1937 überwacht wurden. Zu dieser Zeit lebten die fünf Kinder des Ehepaares Weinberg bereits im Ausland. Drei Kinder waren nach England geflüchtet. Weinbergs Sohn Joseph lebte in Brüssel und seine Tochter Rosalie mit ihrer Familie in Rotterdam. 1940 bemühte sich Magnus Weinberg vergeblich um die Auswanderung nach Palästina. Anfang 1942 wurde der 74-jährige Weinberg mit seiner Frau und seiner Schwester und allen noch in Würzburg verbliebenen Juden in sogenannte Judenhäuser umgesiedelt.
Am 23. September 1942 wurde das Ehepaar Weinberg zusammen mit 562 Würzburger Juden ins Ghetto Theresienstadt deportiert. Weinbergs Ehefrau Judith starb am 28. Dezember 1942 in Theresienstadt. Magnus Weinberg starb am 12. Februar 1943 in Theresienstadt.
Weinbergs Sohn Joseph wurde im April 1943 in Belgien auf dem Transport in das KZ Auschwitz von den Nazis erschossen. Weinbergs Tochter Rosalie war mit ihrer Familie in die Niederlande ausgewandert und wurde nach der deutschen Besetzung des Landes Opfer des Holocaust: Sie, ihr Ehemann und zwei ihrer Kinder starben im KZ Bergen-Belsen. Weinbergs Schwester Zerline Eppstein und sein Halbbruder Hermann Weinberg starben ebenfalls in Theresienstadt.

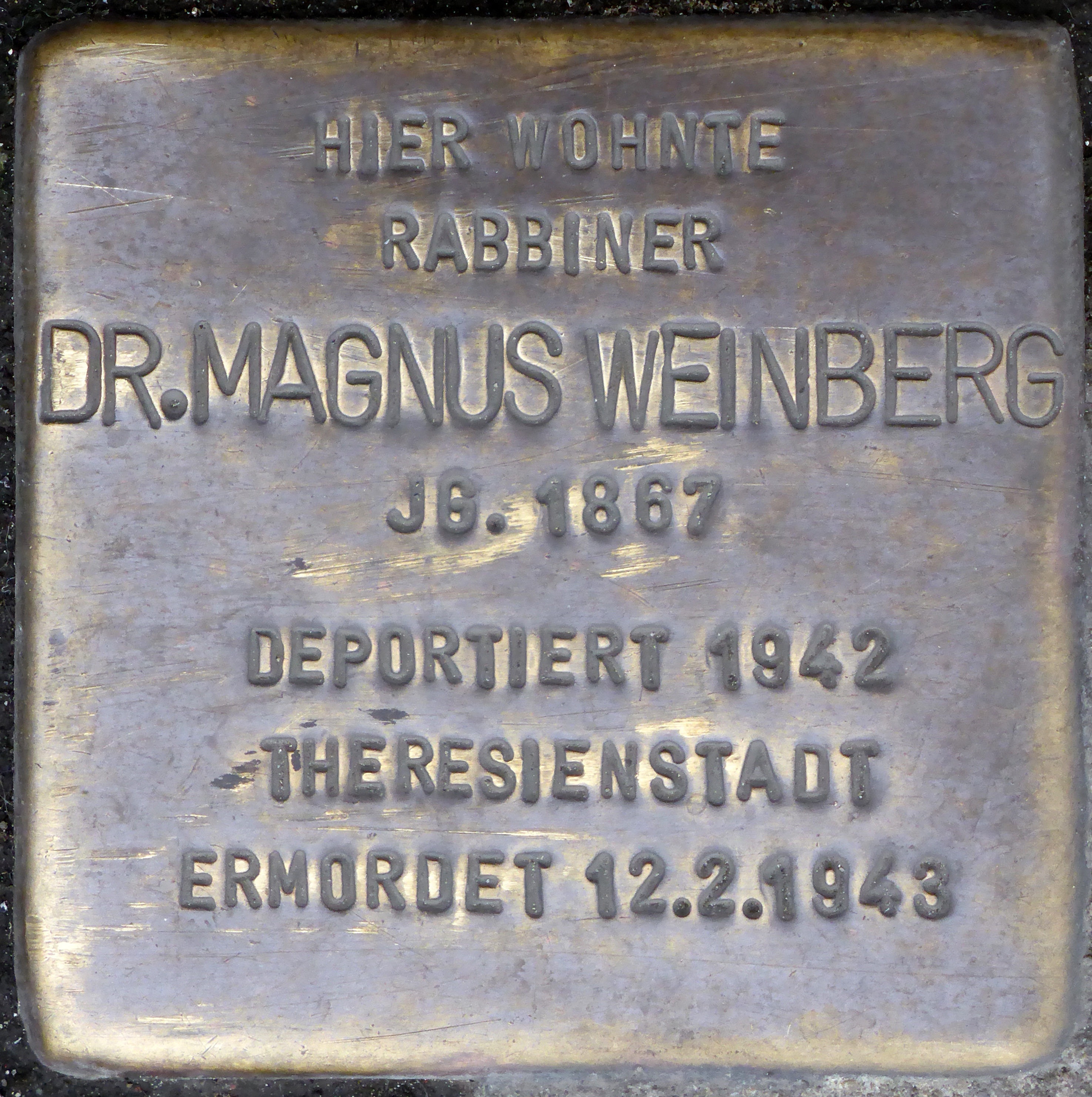
Stolperstein für Dr. Magnus Weinberg (Wirsbergstraße 16, Würzburg)
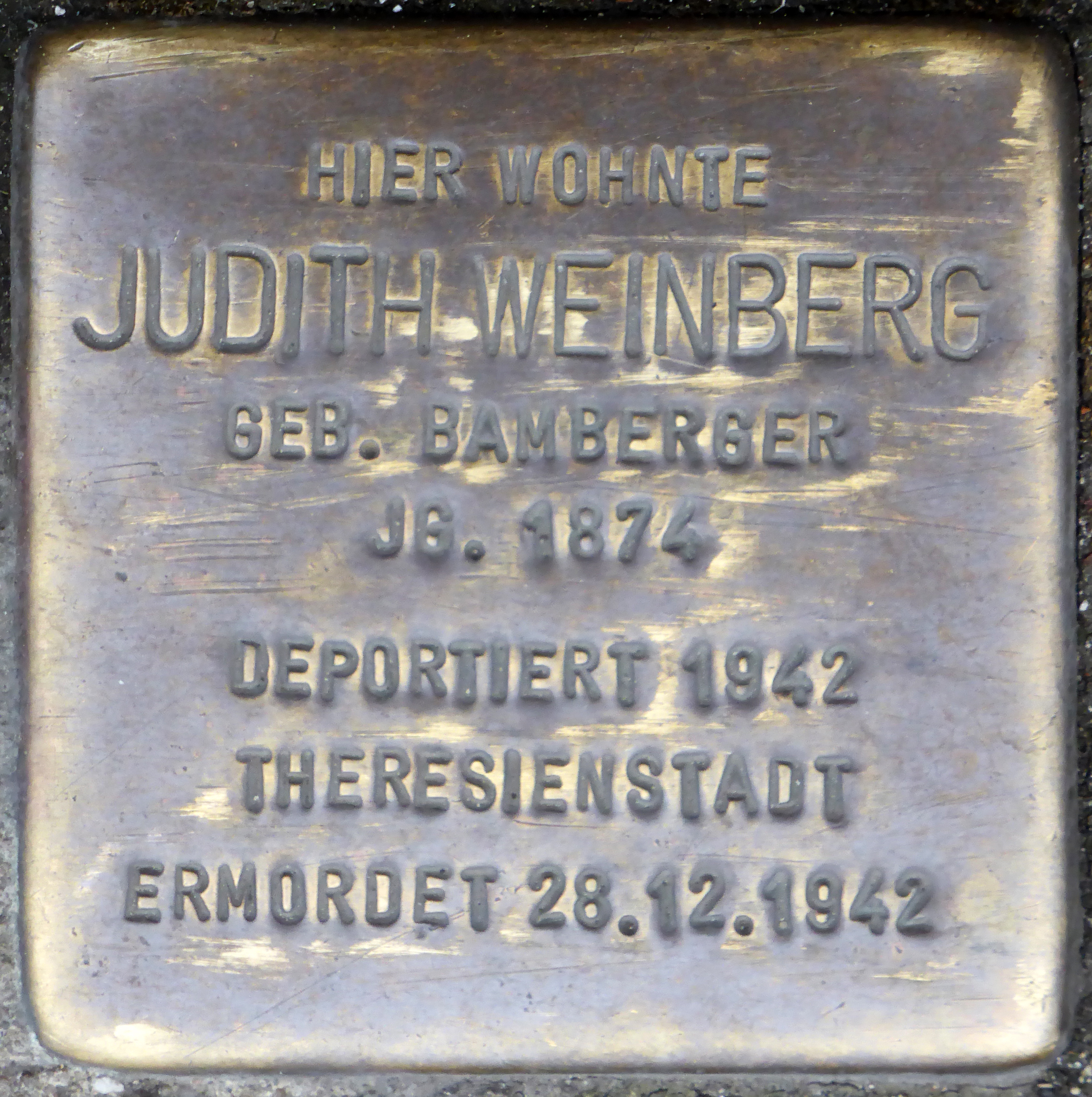
Stolperstein für Judith Weinberg (Wirsbergstraße 16, Würzburg)

## Werke
Die Arbeiten von Magnus Weinberg über die Geschichte der Juden in der Oberpfalz sind auch heute noch von grundlegender Bedeutung.

### Zur Geschichte der Juden in der Oberpfalz
- Das erste halbe Jahrhundert der israelitischen Kultusgemeinde Neumarkt Opf. : ein kurzer geschichtlicher Ueberblick / von M. Weinberg, Neumarkt, Opf. : Boegl, 1919 (Online)
- Geschichte der Juden in der Oberpfalz / Band 3: Der Bezirk Rothenberg (Schnaittach, Ottensoos, Hüttenbach, Forth), Sulzbürg Oberpfalz : Selbstverl., 1909 (Online)
- Geschichte der Juden in der Oberpfalz / Band 4: Sulzbürg, Ewer-Buchhandlung, München 1927 (Online)
- Geschichte der Juden in der Oberpfalz / Band 5: Herzogtum Sulzbach (Sulzbach u. Floss), Ewer-Buchhandlung, München 1927 (Online)
- Die hebräischen Druckereien in Sulzbach (1669–1851) / [Hauptwerk]: Die hebräischen Druckereien in Sulzbach, Frankfurt am Main, 1904 (Online)
- Die hebräischen Druckereien in Sulzbach (1669–1851) / [Suppl. 1]: Die hebräischen Druckereien in Sulzbach, Frankfurt am Main, 1923 (Online)
- Die auf Juden bezüglichen Akten des Kgl. bayerischen Kreisarchivs der Oberpfalz in Amberg / Magnus Weinberg, In: Mitteilungen des Gesamtarchivs der Deutschen Juden, Jg. 3 (1911–1912), S. 84–141. (Online)
- Die auf Juden bezüglichen Akten des Kgl. bayerischen Kreisarchivs der Oberpfalz in Amberg / von M. Weinberg, Leipzig : Fock, 1912. (Online)

### Memorbücher
- Untersuchungen über das Wesen des Memorbuches / von M. Weinberg. In: Jahrbuch der jüdisch-literarischen Gesellschaft, Frankfurt a. M. : Droller, 1924. (Online)
- Das Memorbuch / von M. Weinberg. In:  Bayerische Israelitische Gemeindezeitung; 1926 (Online)
- Das Memorbuch von Hagenbach / von M. Weinberg. In: Jahrbuch der Jüd.-literar. Gesellschaft, Frankfurt a. M. : Droller, 1927 (Online)
- Memorbücher / Magnus Weinberg, In: Menorah : jüdisches Familienblatt für Wissenschaft, Kunst und Literatur,  Jg. 6 (1928), H. 11-12 (November 1928), S. 697–708 (Online)
- Die Memorbücher der jüdischen Gemeinden in Bayern, Frankfurt a. M. Gr. Wollgraben 27: S. Neumann, 1937 (Digitalisat)

### Verschiedene Notizen
- Jüdische Gefangenen-Seelsorge im Lager Grafenwöhr. In: Deutsche Israelitische Zeitung vom 29. Juli 1915, S. 17–19, vom 30. Dezember 1915, S. 10f
- Der Sulzbacher Wandkalender für das Schöpfungsjahr 5483 (1722/23), 1926, Selbstverlag
- Kriegsandacht für jüdische Frauen und Mädchen. Eine Ergänzung sämtlicher Frauenandachtsbücher (Techinotbücher), Neumarkt 1914
- Der Konvertit Friedrich Christian Christhold / Magnus Weinberg, In: Monatsschrift für Geschichte und Wissenschaft des Judentums, H. 1 (1906), S. 94–99, Berlin : Jüd. Kulturbund in Dtschl., (Online)
- Eine Zeitungsente aus dem Jahre 1790 und ihre Folgen / Magnus Weinberg, In: Monatsschrift für Geschichte und Wissenschaft des Judentums, Jg. 48 (1904), H. 11-12 (November 1904), S. 731–750 (Online)

### Religionswissenschaftliche Erörterungen
- Die Organisation der jüdischen Ortsgemeinden in der talmudischen Zeit / Magnus Weinberg, (Heft 13, 14 und 15) In: Monatsschrift für Geschichte und Wissenschaft des Judentums. Online. Online, Online, Online
- Die Almosenverwaltung der jüdischen Ortsgemeinden im talmudischen Zeitalter, Israelitische Monatsschrift, Wissenschaftliche Beiträge zur Jüdischen Presse, Nr. 35, 31. August 1893, S. 35
- Die Geschichte Josefs Angeblich Verfasst Von Basilius Dem Grossen Aus Casarea, Part 1 (1893), (Online)
- Die Partikel כי nach der Auslegung des Talmuds, Neumarkt Opf., Selbstverlag, 1921 OCLC 72382740
- Die Polemik des Rabbenu Tam gegen Raschi. Eine Studie., Neumarkt Opf., Selbstverlag, 1914 OCLC 15230769